# آبه ستوبال
پدر ستوبال یا آبه ستوبال، نمایشنامه‌ای از موریس مترلینک است که در سال ۱۹۵۹ (پس از مرگ مترلینک) منتشر شد. ابوالحسن نجفی این نمایشنامه را به فارسی ترجمه کرده‌است.